# Panorama (Tesalónica)
Panorama (En griego: Πανόραμα) es un suburbio de Salónica, que desde 2011 es capital del municipio de Pylea-Jortiatis. Panorama tiene una población de 20.000 y está situado a los pies del monte Jortiatis. La carretera de circunvalación de Salónica se encuentra al oeste. La zona urbana es casi en una forma triangular dentro de la alineación de los valles, y ofrece una vista de Tesalónica en el que se origina el nombre del lugar. En Panorama se encuentran algunas de las propiedades más caras y de lujo en el norte de Grecia; las más conocidas son las áreas de N751 y Villa Ritz. Panorama está relacionada con los pueblos de Hortiatis y Asvestohori en el norte y con los distritos de Pylea y Harilaou en el sur.

## Población
| Año  | Población |
| ---- | --------- |
| 1981 | 4,193     |
| 1991 | 10,278    |
| 2001 | 14,456    |

Entre 1981 y 1991, el crecimiento de la población fue el más rápido en la zona de Salónica.